# Chrysothlypis salmoni
La tangara rojiblanca  (Chrysothlypis salmoni), también denominada tangara escarlatiblanca (en Ecuador), chococito escarlata (en Colombia) o frutero carmín y blanco, es una especie de ave paseriforme de la familia Thraupidae, una de las dos pertenecientes al  género Chrysothlypis. Es nativa del noroeste de América del Sur.

## Distribución y hábitat
Se distribuye en el noroeste de Colombia por la pendiente del Pacífico desde Antioquia y Chocó, hacia el sur, hasta el noroeste de Ecuador (Pichincha).
Esta especie es considerada poco común en sus hábitats naturales: el dosel y los bordes de selvas húmedas de tierras bajas y de estribaciones montañosas, y bosques secundarios, principalmente entre los 300 y 800 m de altitud.

## Estado de conservación
Esta especie tiene un rango ocupacional muy grande, con una extensión mayor de 20 000 km². La tendencia de la población parece ser estable, el tamaño de la población no se ha cuantificado, y por lo tanto no se aproxima a calificarse como vulnerable según el criterio de tamaño de la población. Se la califica como preocupación menor.

## Descripción
Es un pájaro pequeño el macho mide 12 cm y pesa 5 g, presenta dimorfismo sexual al igual que la otra especie del género, los machos poseen un plumaje brillante de intenso color escarlata en general, en contraste con los flancos de color blanco brillante que se extiende hasta el vientre de manera que forman una estrecha franja de color escarlata. Las hembras se modelan de manera similar, pero el escarlata se sustituye por el marrón. Mientras que el patrón de color blanco y marrón es sutilmente distintivo, las hembras son generalmente más fáciles de identificar por su asociación con los machos.

## Comportamiento
Se alimentan de frutos y artrópodos. Los registros de alimentación observados son frutos, los insectos y otros pequeños resto de comida. Los polluelos nacen entra abril y mayo, cuidados y alimentados por los padres, incluso por un joven de una generación anterior.

## Sistemática

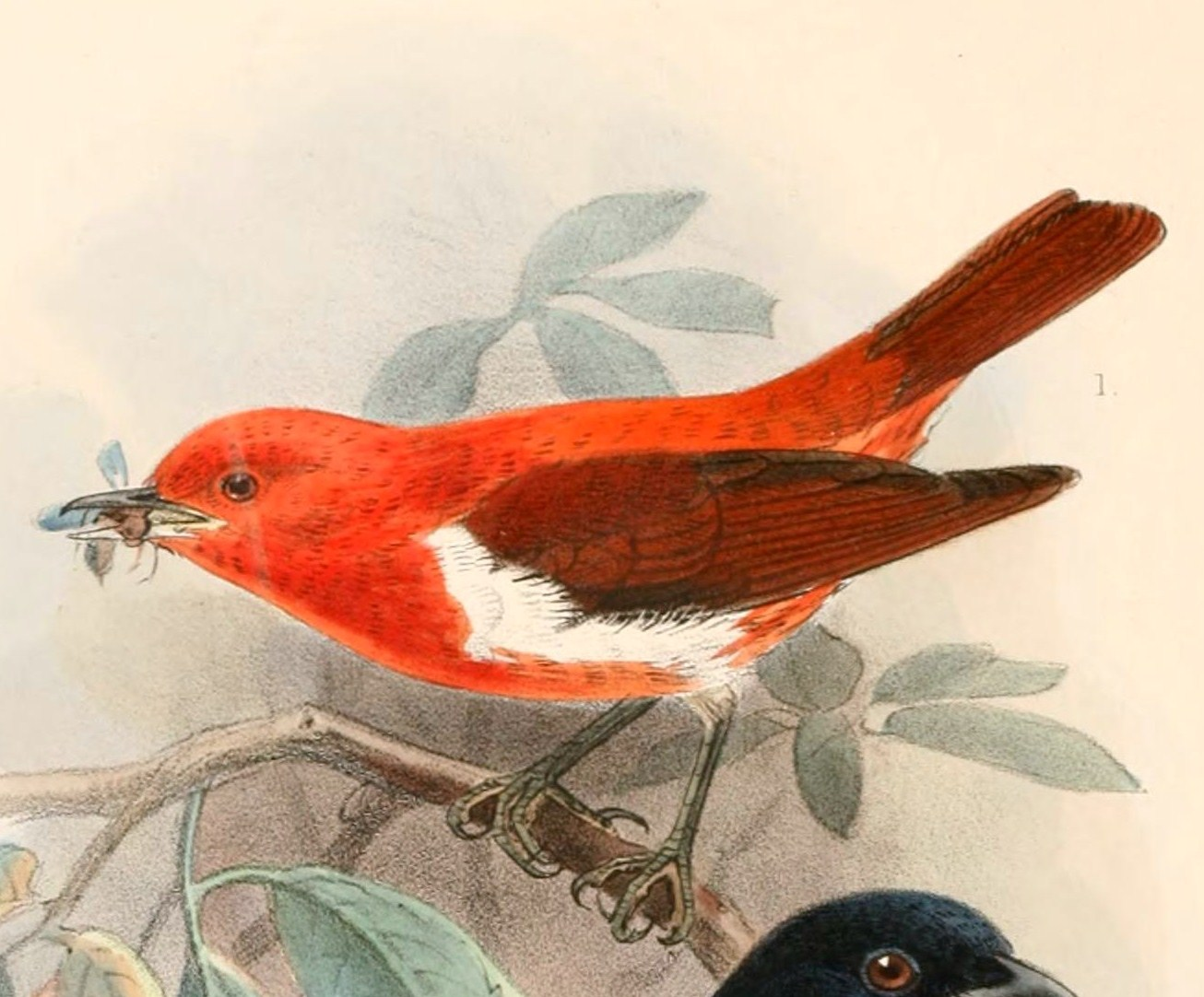
Nemosia rosenbergi = Chrysothlypis salmoni, macho, ilustración de Keulemans, en Novitates Zoologicae, 1898.

### Descripción original
La especie C. salmoni fue descrita por primera vez por el zoólogo británico Philip Lutley Sclater en 1886 bajo el nombre científico Dacnis salmoni; su localidad tipo es: «Remedios, Antioquia, Colombia».

### Etimología
El término genérico masculino Chrysothlypis se compone de las palabras del griego «khrusos»: oro, dorado, y «thlupis» pájaro desconocido, tal vez algún tipo de pinzón. En ornitología, thlypis se refiere a los parúlidos, o a tangaras de pico fino; y el nombre de la especie «salmoni» conmemora al ingeniero y naturalista colombiano Thomas Knight Salmon (1841–1878).

### Taxonomía
Originalmente descrito en el género Dacnis, luego fue trasladado a Nemosia, y posteriormente colocado en un género monotípico Erythrothlypis. Más recientemente, se ha incluido dentro del género Chrysothlypis por algunas similitudes, pero tienen plumajes muy diferentes, y los dos también difieren sustancialmente en el comportamiento y en algunas de las características morfológicas; algunos autores colocan en duda que las dos especies en Chrysothlypis sean realmente congenéricas.
Es monotípica. Los amplios estudios filogenéticos recientes comprueban que la presente especie es hermana de Chrysothlypis chrysomelas.